# Memphre
El Memphre és un críptid de coll llarg que se suposa que habita el llac Memphremagog del Quebec, Canadà. El Memphre sovint és descrit de manera semblant al monstre del Llac Ness. Com tots els altres monstres que se suposa que viuen en llacs, la veracitat de la seva existència és posada en dubte. L'últim cop que va ser vist va ser l'any 2005. Ha estat descrit com una balena o un plesiosaure, descripcions sovint compartides amb altres monstres qua habiten en llacs.
L'agost del 2011, un dibuix artístic del Memphre va ser utilitzat en una moneda commemorativa del Canadà.